# 谢尔盖·瓦列里耶维奇·彼得罗夫
谢尔盖·瓦列里耶维奇·彼得罗夫（羅馬化：Sergey Valer'yevich Petrov；1965年4月19日—）是俄罗斯政治人物、国家杜马议员。
1989年至2001年间，彼得罗夫在莫扎伊斯基军事航天学院担任指挥和工程职务。2002年，他与他人共同创立了开发公司SVP集团。2008年，他开始担任统一俄罗斯西北地区协调委员会主席。彼得罗夫于2007年当选第五届国家杜马代表，开始了他的政治生涯。2011年、2016年、2021年连任列宁格勒州选区第六届、第七届、第八届国家杜马代表。

## 制裁
彼得罗夫于2022年因俄乌战争而受到英国政府制裁。

## 荣誉
- 友谊勋章